# Економіка Боснії і Герцеговини
Економіка Боснії і Герцеговини займає одне з останніх місць в Європі за величиною ВВП. Розмір ВВП у 2009 році склав 16,202 млрд доларів США.

## Сільське господарство
Частка сільського господарства Боснії і Герцеговини в ВВП країни за оцінками у 2012 році склала 7,4 %. У 2008 році в галузі працювало 20,5 % працездатного населення країни. У Боснії та Герцеговині обробляють пшеницю, кукурудзу, фрукти і овочі, вирощують сільськогосподарських тварин. У 2011 році площа сільськогосподарських земель становила 2151 тис. Га, з яких на орні землі доводилося 1107 тис. га, на луки і пасовища — 1044 тис. га.

### Зернові культури
У 2013 році в Боснії і Герцеговині пшеницею було засіяно 62 тис. Га площ (також як і в минулому році), кукурудзою — 176 тис. Га (порівняно з 2012 роком на 10 % менше). У 2012 році було зібрано 208 тис. тонн пшениці і 500 тис. тонн кукурудзи.

### Фрукти
У 2011 році кількість фруктових дерев в країні оцінювалося в 30 млн, щорічне виробництво фруктів — в 320 тис. тонн. Але при цьому в країну щорічно імпортуються фрукти та продукти переробки на суму 100 млн дол. Перероблення фруктів включає переважно виробництво сухофруктів, сокових концентратів і джемів. У даній галузі працює два великих виробника (Vegafruit, Мала Брижесница і Vitaminka, Баня-Лука), які виробляють з фруктів і овочів порядку 25 тис. тонн продукції на рік.

### Тютюн
Тютюн вирощують в Герцеговині, Посавіні і Семберії. Відповідно до прийнятого у 2010 році Закону про тютюн (Zakon o duvanu Bosne i Hercegovine) в країні виробляють 3 сорти тютюну: Virdžinija, Berlej і Hercegovački ravnjak. Виробництво тютюну постійно знижується: так у 2007 році було засіяно 2313 га площ, а у 2012 році — 1545 га; у 2007 році було зібрано 3269 тонн, а у 2012 році — 1494 тонни. Зниження виробництва тютюну пов'язано зі зміною кліматичних умов і неможливістю застосування сучасних методів ведення сільського господарства.
Негативна тенденція намітилася також і в тютюновій промисловості: у 2005 році частка вироблених тютюнових виробів склала 2,7 % від загального обсягу промислового виробництва, а в 2010 році — 1,3 %. Дані зміни також вплинули на зайнятість у тютюнової промисловості: частка зайнятих у галузі в період з 2006 по 2010 рік знизилася з 0,25 % до 0,12 % у Федерації Боснія і Герцеговина, а в Республіці Сербській — до 0,08 % від загального числа зайнятих. У Боснії та Герцеговині працюють дві тютюнові фабрики: в Сараєво і Баня-Луці, частка яких на внутрішньому ринку зменшується з кожним роком.

## Промисловість
До 1990 країна залишалася однією з найменш розвинених республік СФРЮ. Тим не менш, тут була розвинена видобувна промисловість, що включає видобуток вугілля, залізної руди, кам'яної солі. До початку військових дій діяли підприємства машинобудування (виробництво верстатів, велосипедів, сільськогосподарських машин), чорної і кольорової металургії, хімічної, лісопереробної та легкої промисловості. Боснійська війна (квітень 1992 — листопад 1995) завдала серйозної шкоди промисловості Боснії і Герцеговини. Загальний матеріальний збиток оцінюється різними джерелами від 20 до 80 млрд $. Рівень промислового виробництва різко скоротився і становив близько 15 % довоєнного. Після 1995 широкомасштабна міжнародна допомога була орієнтована на процес відновлення економіки, хоча наслідки міжетнічного конфлікту як і раніше продовжують чинити негативний вплив на її розвиток.
Поступово відновлюється добувна, металургійна, нафтопереробна, текстильна промисловість, виробництво комплектуючих для автомобілів і авіаційної промисловості, побутових приладів і проч.
На початку 2000 р. за допомогою німецького «Volkswagen» і чеської «Škoda Auto» розпочався випуск автомобілів; через низьку вартості вони користуються попитом у сусідніх державах. Один з основних інвесторів у промисловість — Словенія.

## Транспортна система

### Річкова мережа
Основу річкової мережі Боснії і Герцеговини складають праві притоки Сави, що відкривають прохід до Середньодунайської низовини, і долину Неретви, що забезпечує вихід до Адріатичного моря. У Сави відкритий водний шлях до Хорватії, але користуються ним рідко. На Саві розташовуються порти: Градишка, Брод, Шамац, Брчко, Ораш.

## Автомагістралі Боснії і Герцеговини
Через Боснію і Герцеговину проходить автомагістраль A1. Вона є найдовшою ділянкою Європейського маршруту E73, що з'єднує Центральну Європу з Адріатичним морем. Також через країну пролягають Європейські маршрути E661, E761, E762. Всього на території Боснії і Герцеговини прокладено 22 926 км доріг, в тому числі з твердим покриттям — 19 426 км, з ґрунтовим покриттям — 3500 км.

## Залізничний транспорт
На території Боснії і Герцеговині прокладений 601 км залізничних колій з шириною колії 1435 мм, включаючи 392 км електрифікованих колій. Залізничну мережу країни обслуговують дві компанії: на території Республіки Сербської — Željeznice Republike Srpske (ŽRS), а на території Федерації Боснія і Герцеговина — Željeznice Federacije Bosne i Hercegovine (ŽFBH).

### Авіація
У Боснії і Герцеговини розташовується 24 аеропорти, у тому числі з твердим покриттям — 7, з ґрунтовим покриттям — 17, а також 6 вертолітних майданчиків. В країні діють 4 міжнародних аеропорти: Баня-Лука, Мостар, Сараєво і Тузла.

### Трубопроводи
Територією країни прокладено 147 км газопроводу і 9 км нафтопроводу.

## Туризм
Туризм в Боснії і Герцеговині є швидко зростаючим сектором економіки. Після Боснійської війни 1992–1995 рр. в країні швидкими темпами розвивається туристична інфраструктура, у період 1995–2000 рр. щорічний приріст кількості туристів становив у середньому 24 %. У 2013 р. на Всесвітньому економічному форумі був представлений Звіт по конкурентоспроможності у сфері подорожей і туризму, в якому Боснії і Герцеговині було присвоєно восьме місце в списку найбільш доброзичливих країн по відношенню до туристів..

## Бідність
У 2011 році в Боснії і Герцеговині за оцінками чисельність населення становила 3,8 млн осіб, з яких близько 700 тисяч знаходилися за межею бідності. У країні бідними визнавалися ті громадяни, чий щомісячний дохід не перевищував 120 євро. Щоденні витрати на їжу не перевищували 1,5 євро на людину, що дозволяло придбати лише хліб і молоко. Приблизно 20 тисяч осіб ведуть фактично жебрацький спосіб життя. Вони не мають засобів до існування і змушені задовольнятися одним прийомом їжі в день, який їм забезпечують муніципальна влада через мережу так званих «народних кухонь». Крім цього близько половини населення Боснії і Герцеговини, включаючи 1 мільйон пенсіонерів і безробітних, жили на межі бідності.